# Штучне хутро
Штучне хутро — текстильний матеріал, що імітує натуральне хутро тварин. Широко використовується в виготовленні одягу, головних уборів, м'яких іграшок та інших виробів.В СРСР жартівливо назване «хутром з Чебурашки».

Приклади зображень штучного хутра
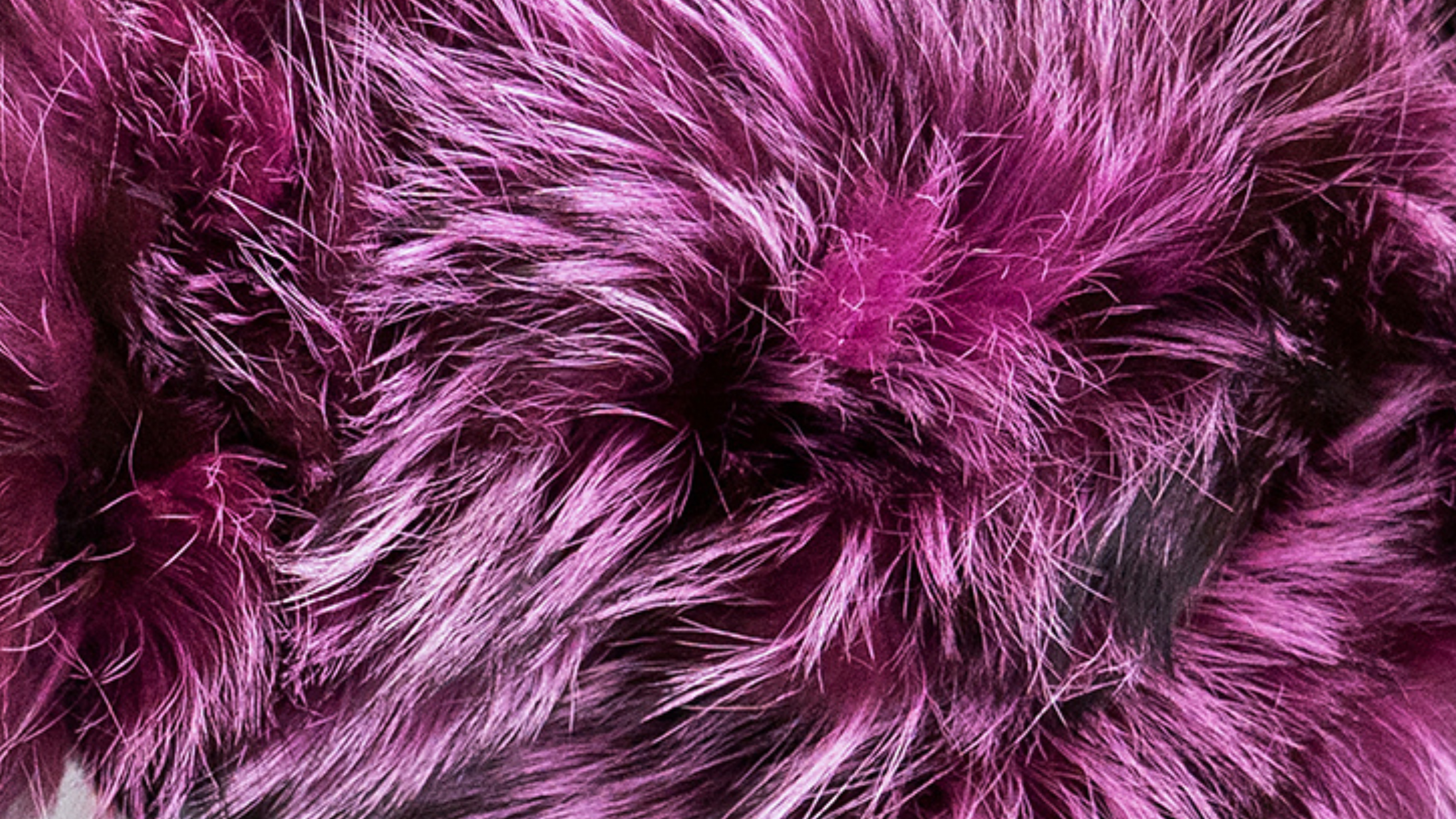
Штучне хутро: фото крупного плану жіночої шуби, виконаної з штучного хутра "фарбованого єнота".
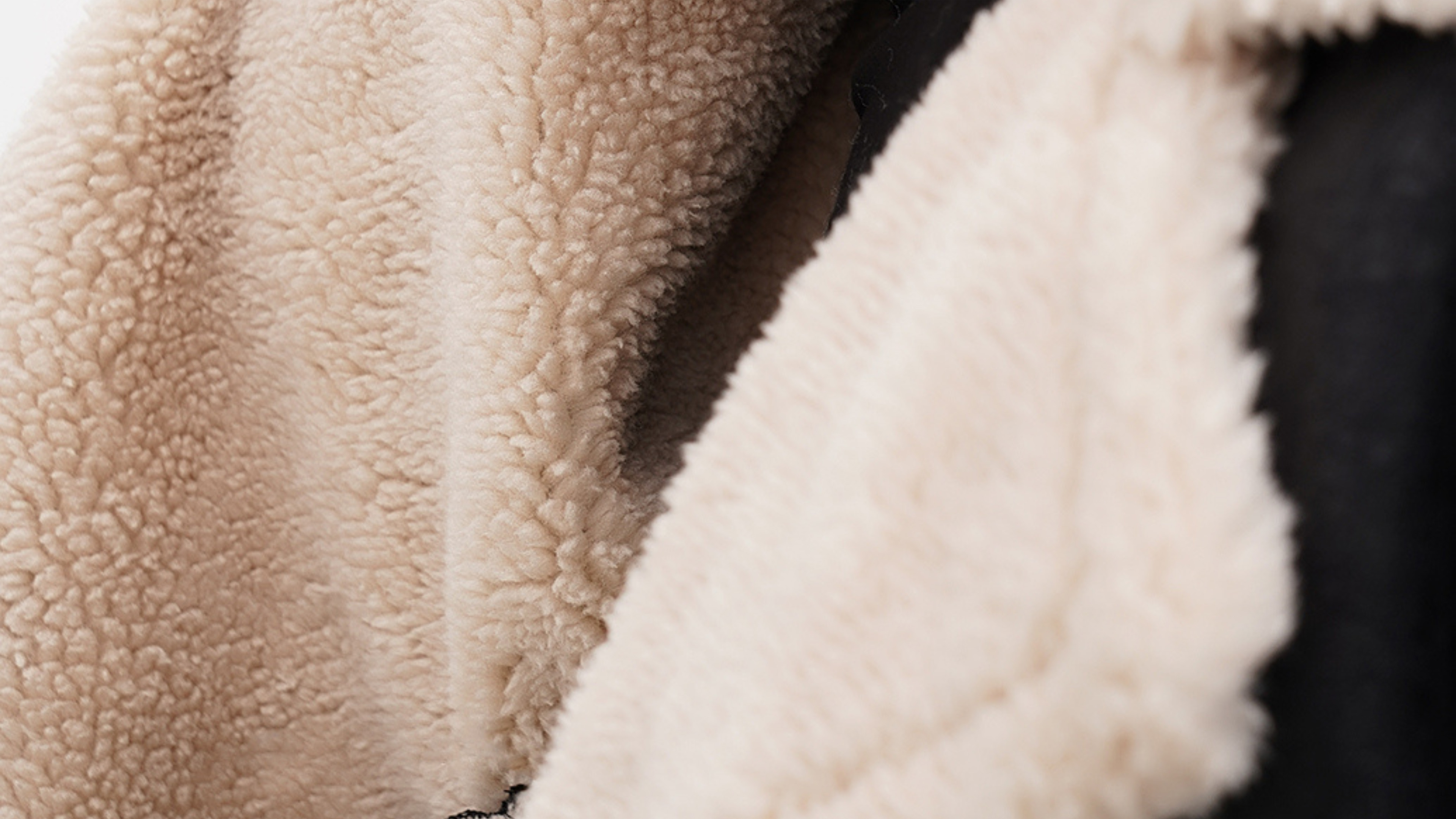
Штучне хутро: фото внутрішньої частини жіночої дублянки, виконаної з штучної "овчини".
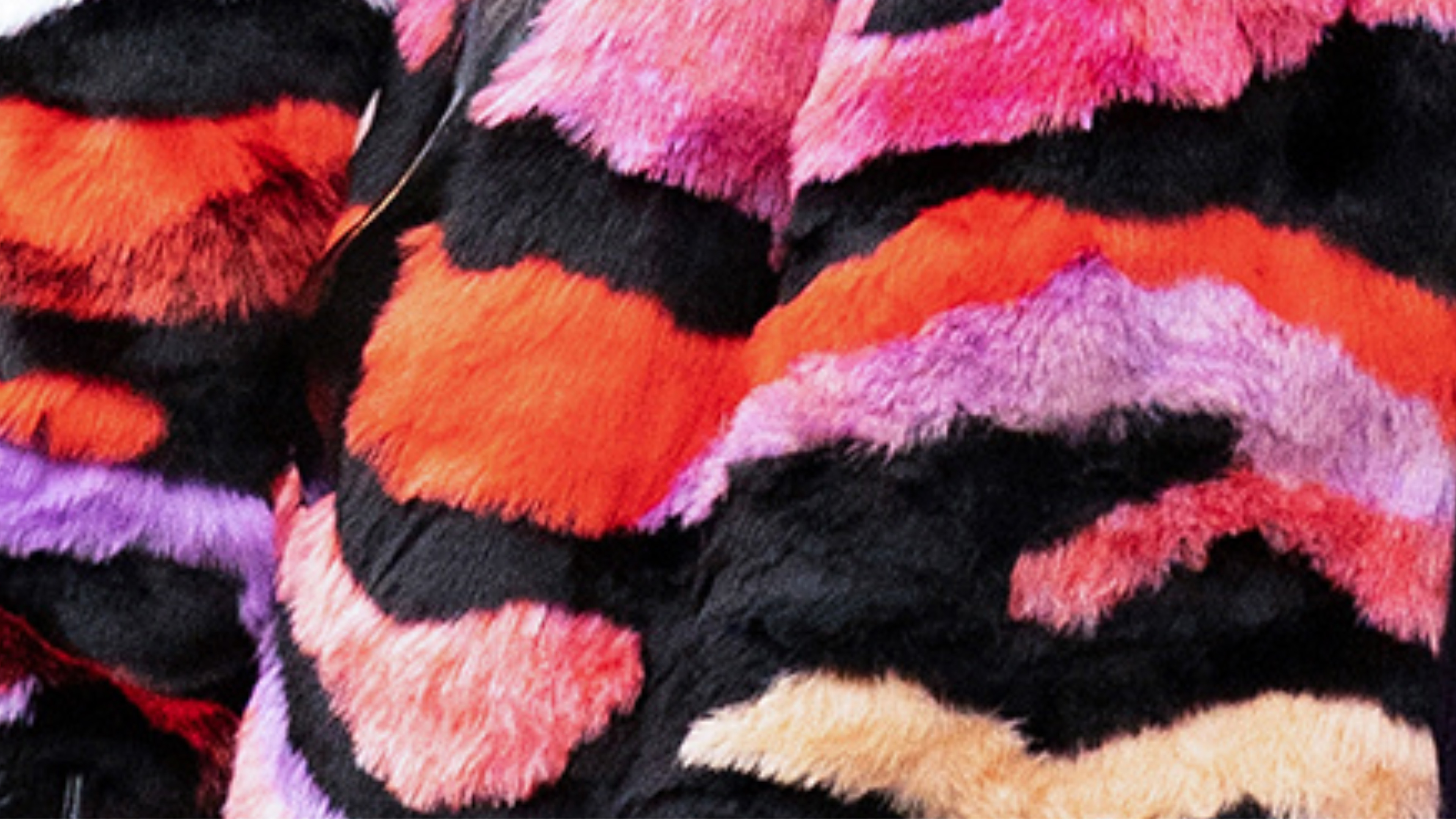
Штучне хутро: фото крупного плану жіночої шуби, виконаної з штучного хутра "стриженого кролика".
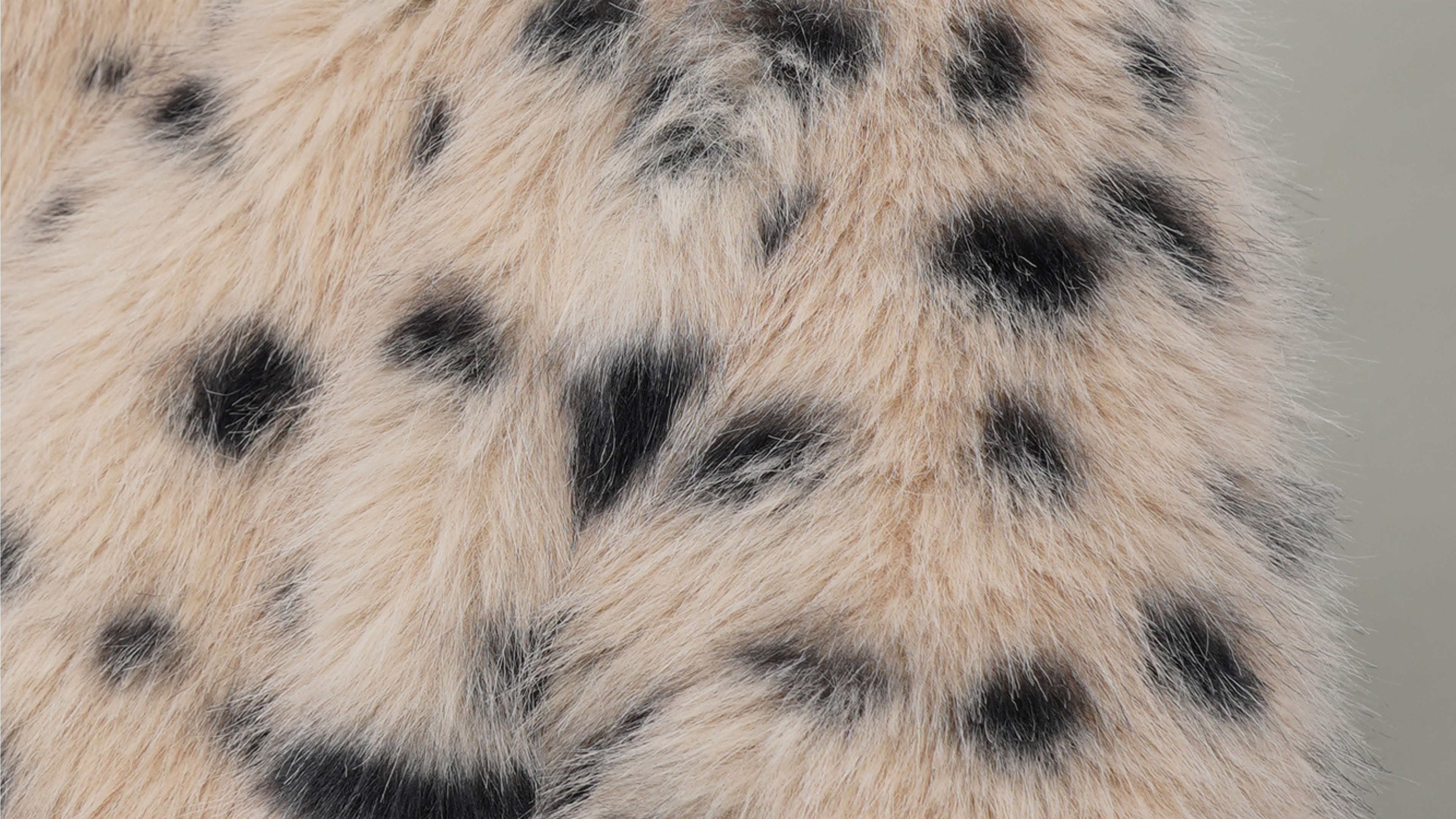
Штучне хутро: фото крупного плану жіночої шуби, виконаної з штучного хутра "сніжного барса".

## Відмінності від натурального хутра
позитивні
- Не вимагає вбивства тварин для його отримання.
- Має більш низьку вартість.
- Штучне хутро — текстильний матеріал, тому він легше піддається швейній обробці.
- Матеріали штучного хутра з хімічних волокон не поїдаються міллю.
- Легше за вагою.

негативні
- Більш повітропроникний, тому гірше утримує тепло
- При тривалому зберіганні дає усадку. В процесі експлуатації хутро звалюється і пілінгується (утворюються «катишки»).
- Не еколігічне. Більшість вважає, що штучне  хутро зберігає природу, але пластикові ворсинки довго розкладаються і виділяють шкідливі речовини.

## Опис
Штучне хутро складається з ґрунту на тканевій, трикотажній основі, і основі з штучної шкіри, до якої різними способами прикріплюється ворс з хімічних або натуральних текстильних волокон, в тому числі волокон тваринного походження, наприклад овечої вовни.
Ворс може бути гладкофарбованим (однотонним), меланжевих (багатобарвним) з друкованими малюнками, в тому числі, що імітують натуральний окрас хутра різних тварин. Також, обробка хутра може включати в себе його завивку або тиснення. Ворс підстригається до необхідної довжини.

## Види
- Ткане штучне хутро — виробляється на ткацьких верстатах ворсовим переплетенням з трьох систем ниток: основної, уточної, і нитки, що утворює ворс. Для закріплення ворсу, на виворітну сторону ґрунту може бути нанесено плівкове покриття, наприклад з латекса.
- Трикотажне штучне хутро — в'яжеться на плоско- і круглов'язальних трикотажних машинах, шляхом встрявання пучків ворсу в підстави петель трикотажного полотна. Для закріплення ворсу, на виворітну сторону ґрунту може бути нанесено плівкове покриття.
- Тканепрошивне (тафтінгове) штучне хутро — виготовляється на тафтінгових машинах, що утворюють петлі ворсу на лицьовій стороні тканини, трикотажу або нетканого матеріалу, які потім розрізаються і прочісуються. Для закріплення ворсу, на виворітну сторону ґрунту може бути нанесено плівкове покриття.
- Накладне (клейове) штучне хутро — спеціально завитий ворсової шнур синель прикріплюється до тканини (міткаль або бязі) поліізобутиленовим клеєм.